# Brookula strebeli
Brookula strebeli là một loài ốc biển, là động vật thân mềm chân bụng sống ở biển thuộc họ Liotiidae.